# Yasmani Acosta
Yasmani Acosta est un lutteur chilien, né le 16 juillet 1988 à Agramonte (Cuba).

## Palmarès

### Jeux olympiques
- Paris 2024
  -  médaille d'argent en -130 kg[1]

### Championnats du monde
- Paris 2017
  -  médaille de bronze en -130 kg.